# حركة بشتون تحفظ
حركة بشتون تحفظ (بالبشتوية: پښتون ژغورنې غورځنګ)‏، (بالأردوية: پشتون تحفظ تحریک)‏، أو حركة حماية البشتون، هي حركة اجتماعية تهتم بحقوق البشتون وحقوق الإنسان مقرها في خيبر بختونخوا وبلوشستان. الذي كان يسمى سابقا محسود تحفظ تأسست مايو 2014 من قبل ثمانية طلاب في جامعة جومل في ديرا إسماعيل خان كمبادرة لإزالة الألغام الأرضية من وزيرستان وأجزاء أخرى من السابق المناطق القبلية الخاضعة للإدارة الاتحادية، التي تأثرت بالحرب في شمال غرب باكستان.

## التاريخ
صعدت الحركة إلى الصدارة في يناير 2018 بعد مقتل نقيب الله محسود الذي قُتل خارج نطاق القضاء في مواجهة مع الشرطة في كراتشي. واكتسبت الحركة شعبية بين البشتون في أواخر يناير 2018، وقدمت الحركة عدة مطالب للحكومة الباكستانية والجيش، بما في ذلك معاقبة الضابط راو أنور، وإقامة لجنة تقصي الحقائق لكل عمليات القتل خارج القضاء في البلاد، وعرض الأشخاص المختفيين قسريًا أمام المحاكم، وإزالة الألغام الأرضية من قبائل البشتون المناطق.
في نوفمبر 2018 أطلقت الحركة حملة بعد مقتل طاهر داور، الذي اختُطف من العاصمة إسلام آباد وتعرض للتعذيب حتى الموت، وعُثر على جثته بعد 18 يومًا من الاختفاء في منطقة دور بابا بمقاطعة ننكرهار في أفغانستان. وطالبت الحركة بضرورة التحقيق في مقتل طاهر من خلال لجنة دولية وليس باكستانية لأن القضية تتعلق ببلدين. واكتسبت الحركة مرة أخرى تغطية صحفية دولية في فبراير 2019 عندما زُعم أن شرطة بلوشستان قتلت خارج نطاق القضاء أحد قادة الحركة أرمان لوني، وأعقب ذلك احتجاجات أدت إلى اعتقال أكثر من 20 من نشطاء الحزب، بمن فيهم جلالاي إسماعيل وعبد الله ننكيال. يدير الحركة حاليًا منصور أحمد باشتين وهو ناشط في مجال حقوق الإنسان من جنوب وزيرستان. والقادة البارزون الآخرون هم علي وزير ومحسن داور. تدعي الحركة أنها حركة مقاومة غير مسلحة وسلمية تعمل داخل الحدود القانونية لدستور باكستان. ومع ذلك يزعم الجيش الباكستاني أن الحركة تحاول إثارة الخلاف في البلاد على أسس عرقية، وأنها تحمل أجندة أجنبية. وقد شهدت الحركة دعماً قوياً من أفغانستان التي تربطها علاقات غير مستقرة مع باكستان.